# 芒格拉耶萨达克
芒格拉耶萨达克（Manglaya Sadak），是印度中央邦Indore县的一个城镇。总人口5951（2001年）。

## 人口
该地2001年总人口5951人，其中男性3190人，女性2761人；0—6岁人口879人，其中男481人，女398人；识字率61.25%，其中男性为71.00%，女性为49.98%。